# Preußisches Ministerium des Schatzes und für das Staats-Kreditwesen
Das Ministerium des Schatzes und für das Staats-Kreditwesen wurde 1817 als preußisches Schatzministerium gegründet.
Mit Kabinettsordre vom 3. November 1817 verfügte König Friedrich Wilhelm III. die Abtrennung der Verwaltung der extraordinären Einnahmen und Ausgaben, des Schatzes und des Staatsschuldenwesens sowie der Aufsicht über Seehandlung, Königliche Hauptbank, General-Salzdirektion, Lotterie, Münze sowie Berg- und Hüttenwesen vom Finanzministerium und übertrug diese Aufgaben auf das neu zu gründende Schatzministerium. An die Spitze trat Staatskanzler Karl August von Hardenberg, zum Präsidenten wurde Wilhelm Anton von Klewiz, der gleichzeitig das Finanzministerium leitete, zum Direktor Christian Rother bestimmt. Kurz darauf wurde von Klewiz durch den Präsidenten der Hauptbank, Karl Ferdinand Friese, abgelöst.
Mit den Finanzgesetzen vom 17. Januar 1820 wurden die Seehandlungs-Societät und die Staatsschuldenverwaltung ausgegliedert und als eigenständige Institute direkt dem König unterstellt. Dem Schatzministerium verblieb im Wesentlichen die Aufgabe, Überschüsse verschiedener Verwaltungsorgane als Staatsschatz zu akkumulieren und in Krisensituationen, z. B. im Kriegsfall, bereitzustellen.
In den Jahren nach 1821 erfolgte die Auflösung des Schatzministeriums. Die meisten seiner verbliebenen Aufgaben wurden an das Finanzministerium rückübertragen.

## Minister
- 1817–1818 Karl August von Hardenberg
- 1821 Carl Friedrich Heinrich von Wylich und Lottum